# Rodolfo Orlandini
Rodolfo Orlandini (1 de gener de 1905 - 24 de desembre de 1990) fou un futbolista argentí. Un cop retirat fou entrenador.

## Selecció de l'Argentina
Va formar part de l'equip argentí a la Copa del Món de 1930.